# 宇文忠之
宇文 忠之（うぶん ちゅうし、生没年不詳）は、東魏の官僚。本貫は河南郡洛陽県。

## 経歴
宇文侃の子として生まれた。文章や歴史に通じて、太学博士を初任とした。534年、東魏が建国されると、中書侍郎に任ぜられた。裴伯茂が忠之の同僚であったが、いつも忠之のことをあなどり、忠之が色黒であったために「黒宇」と呼んでいた。後に忠之は国史の修撰にあたった。538年、通直散騎常侍を兼ね、副使の鄭伯猷をともなって南朝梁への使者に立った。543年、修国史のまま安南将軍・尚書右丞となった。しばらくして事件に連座して免官された。官爵を失ってから怏々として楽しまず、病をえて没した。
子に宇文君山があった。

## 伝記資料
- 『魏書』巻81 列伝第69
- 『北史』巻50 列伝第38